# Protostrongylus rufescens
Protostrongylus rufescens är en rundmaskart som först beskrevs av Leuckart 1865.  Protostrongylus rufescens ingår i släktet Protostrongylus och familjen Protostrongylidae. Arten är reproducerande i Sverige. Inga underarter finns listade i Catalogue of Life.